# Lauri Törni

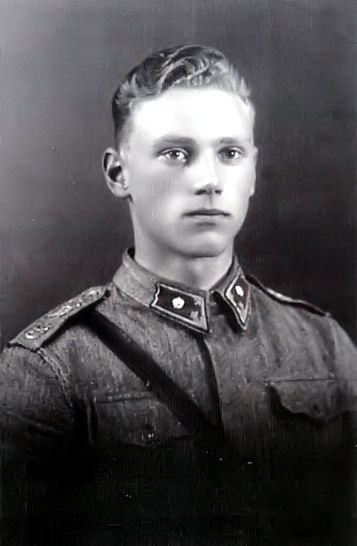
Törni jako żołnierz armii fińskiej, 1940 rok

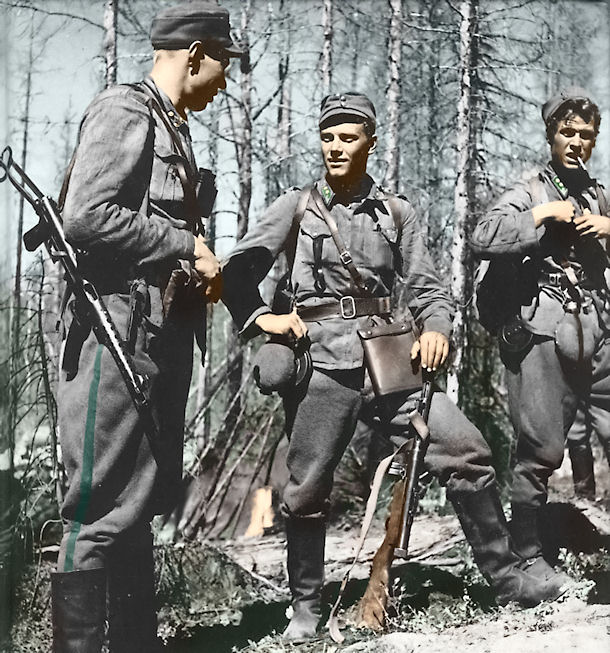
Törni (w środku, trzyma pistolet maszynowy Suomi) na froncie ze swoimi żołnierzami podczas wojny kontynuacyjnej, 1943 lub 1944 rok

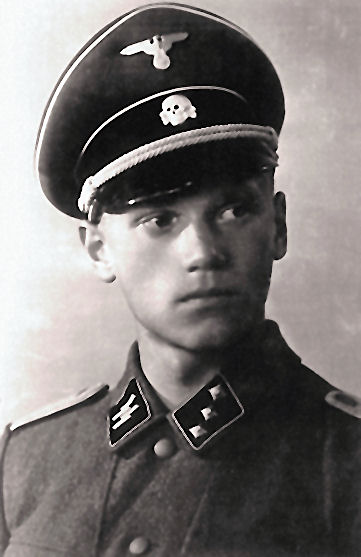
Törni w mundurze Waffen-SS

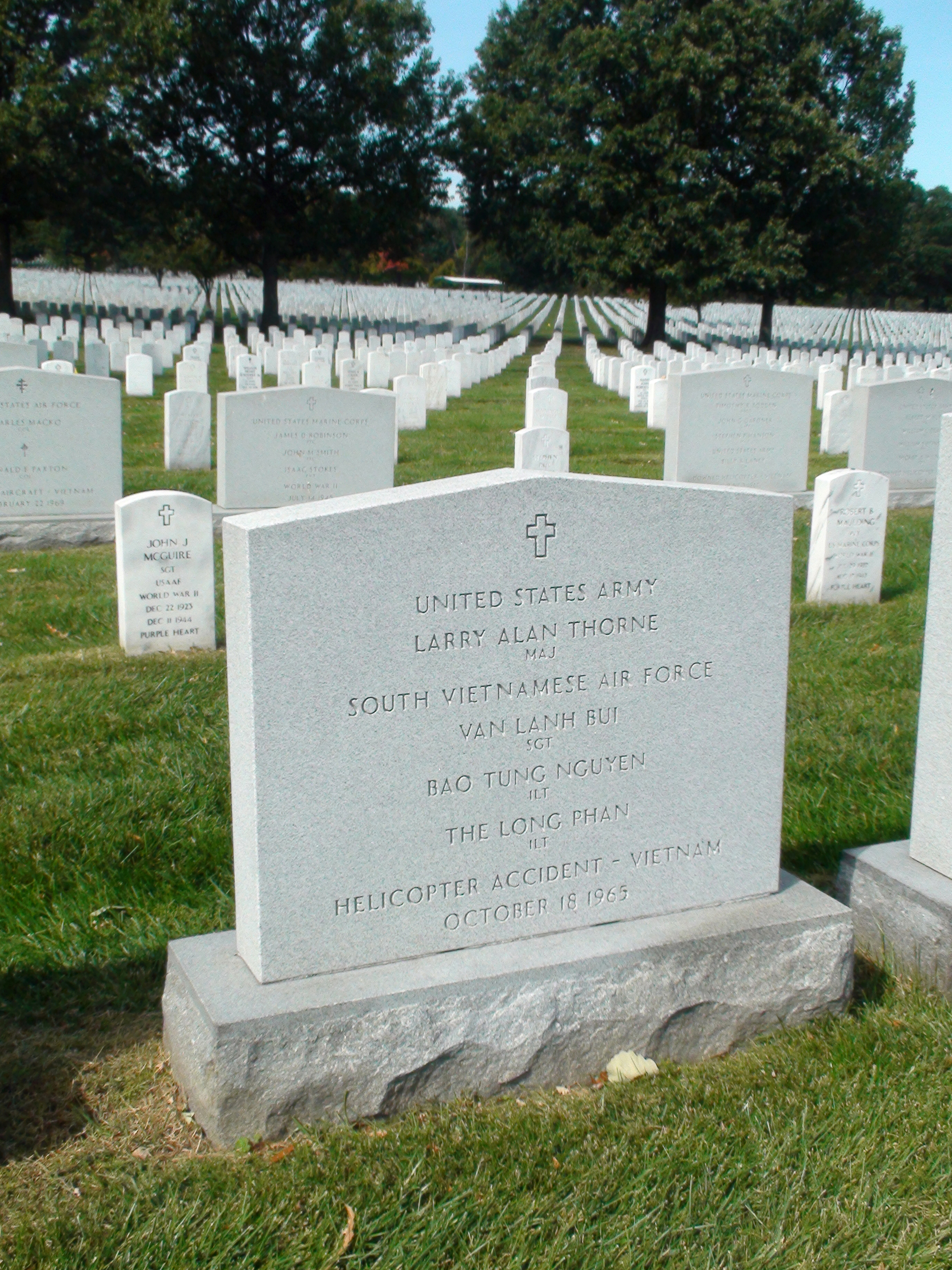
Symboliczny nagrobek Törniego na Cmentarzu Narodowym w Arlington

Lauri Allan Törni, później znany jako Larry Thorne (ur. 28 maja 1919 w Viipuri, zm. 18 października 1965 w Prowincji Quảng Nam) – fińsko–amerykański żołnierz, który walczył po stronie Finlandii i Niemiec podczas II wojny światowej, a po stronie Stanów Zjednoczonych w wojnie wietnamskiej.

## Życiorys
Urodził się w fińskim mieście Viipuri (obecnie rosyjski Wyborg). Jego rodzicami byli Jalmari (Ilmari) Törni i jego żona Rosa (z domu Kosonen). Miał dwie siostry: Salme Kyllikki (ur. 1920) i Kaija Iris (ur. 1922).
Służbę wojskową rozpoczął w 1938 roku, wstępując do 4 Samodzielnego Batalionu Jägrów w Kiviniemi. Walczył z agresją radziecką od pierwszych dni wojny zimowej. Podczas walk w rejonie jeziora Ładoga brał udział w zwalczaniu okrążonych oddziałów Armii Czerwonej. W czerwcu 1941 roku udał się do Wiednia, gdzie przez siedem tygodni szkolił się na żołnierza Waffen-SS. Wrócił do Finlandii w lipcu tego roku. Był dowódcą oddziału fińskiego SS, który walczył w bitwie o Ilomantsi podczas wojny kontynuacyjnej. Oddział Törniego zadał Sowietom tak ciężkie straty, że ci wyznaczyli nagrodę za jego głowę w wysokości 3 000 000 marek fińskich. W oddziale Törniego służył przyszły prezydent Finlandii Mauno Koivisto. 9 lipca 1944 roku Törni został odznaczony Krzyżem Mannerheima.
Został zmuszony do opuszczenia armii fińskiej w listopadzie 1944 roku z powodu rozejmu kończącego wojnę pomiędzy Finlandią a Związkiem Radzieckim podpisanego 19 września 1944 roku.
W marcu 1945 roku dołączył do niemieckich oddziałów walczących z Sowietami w okolicy Schwerina. Pod koniec wojny poddał się amerykańskim i brytyjskim wojskom. Wrócił do Finlandii w czerwcu 1945 roku po ucieczce z brytyjskiego obozu dla jeńców wojennych w Lubece.
W obawie przed procesem w ojczyźnie za jego służbę w SS, w 1950 roku Törni wyemigrował do Stanów Zjednoczonych, gdzie zmienił imię i nazwisko na Larry Thorne. Dołączył do Sił Specjalnych Armii Stanów Zjednoczonych w 1954 roku. Ukończył szkołę oficerską ze stopniem porucznika w 1957 roku. W latach 1958–1962 stacjonował w amerykańskiej bazie Bad Tölz w Niemczech Zachodnich.
W listopadzie 1963 roku został wysłany do Wietnamu Południowego, gdzie brał udział w szkoleniu południowowietnamskich jednostek specjalnych. W czasie ataku oddziałów Vietcongu na obóz, w którym stacjonował, odznaczył się w walce i został ranny, zdobywając Srebrną Gwiazdę oraz Purpurowe Serce.
18 października 1965 roku nadzorował operację za liniami wroga, mającą na celu namierzenie szlaków zaopatrzeniowych Vietcongu w prowincji Quảng Nam. Śmigłowiec, którym leciał, zaginął w trudnych warunkach pogodowych. Szczątki rozbitego helikoptera odnaleziono na zboczu wzgórza dopiero w 1999 roku. Wkrótce po uznaniu za zmarłego Thorne został pośmiertnie odznaczony Legią Zasługi oraz Zaszczytnym Krzyżem Lotniczym.

## Odznaczenia

### Finlandia
- Medal Wolności II klasy (26 lipca 1940)
- Medal Wolności I klasy (24 sierpnia 1940)
- Order Krzyża Wolności III klasy (9 października 1941)
- Order Krzyża Wolności IV klasy (23 maja 1942)
- Krzyż Mannerheima (9 lipca 1944)
- Krzyż Pamięci 1 Dywizji
- Brązowy Medal Sił Obronnych

### III Rzesza
- Krzyż Żelazny II klasy (11 grudnia 1943)

### Stany Zjednoczone
- Legia Zasługi
- Zaszczytny Krzyż Lotniczy
- Brązowa Gwiazda
- Purpurowe Serce
- Medal Lotniczy
- Medal Pochwalny
- Medal za Dobre Zachowanie
- National Defense Service Medal
- Vietnam Service Medal
- Medal Republiki Wietnamu za Kampanię

## Stopnie wojskowe

### Maavoimat
- 3 września 1938 – poborowy (rezerwy)
- 1 marca 1939 – kapral (rezerwy)
- 9 maja 1940 – młodszy porucznik (rezerwy)
- 5 marca 1942 – porucznik (rezerwy)
- 27 sierpnia 1944 – kapitan (rezerwy)

### Waffen-SS
- 18 maja 1941 – SS-Untersturmführer
- 15 kwietnia 1945 – Hauptsturmführer

### United States Army
- 28 stycznia 1954 – szeregowy
- 20 grudnia 1954 – szeregowy I klasy
- 28 kwietnia 1955 – kapral
- 17 października 1955 – sierżant
- 9 stycznia 1957 – I porucznik
- 30 października 1960 – kapitan
- 16 grudnia 1965 – major (pośmiertnie)